# Von
För black metal-bandet, se Von (musikgrupp).
För albumet av Sigur Rós, se Von (musikalbum).
von (vanligen med små bokstäver) uttalas "fånn" och är en tysk preposition som ungefär betyder "från". Ordet används i tyska efternamn men har på senare tid ofta förknippats med adeln. von är jämförbart med svenskans av. Med den stavning som gällde före 1906 års språkreform, skrevs det af. Af förekommer numera i princip endast i (i regel adliga) efternamn där ordet har samma innebörd som von (Barbro Hiort af Ornäs) och alltid stavas af. Däremot används det som furstlig eller kunglig preposition för att hänvisa till det land en person regerat med modern stavning (Henrik VIII av England). Historiskt används det också med modern stavning i betydelsen "från" som i Elin av Skövde eller Erasmus av Rotterdam och har då inget med adelskap att göra.
Beträffande adelsätters namn i till exempel Tyskland och Danmark som innehåller "von" är detta ord en integrerad del av namnet som namnbäraren har fått sig tilldelat enligt adelsbrevet. 
Historiskt var "von" ett vanligt tillägg till namnet som användes för att beskriva varifrån man kom. Till exempel "Hans von Duisburg", Hans från (staden) Duisburg, såsom ännu är vanligt i den nederländska formen van. Adliga familjer från exempelvis Frankrike, Belgien, Monaco och vissa kantoner i Schweiz  ursprung bär istället adelspartikeln de med samma innebörd som von eller af. 
Avskaffandet av monarkin i Tyskland och Österrike 1919 innebar att adelns privilegier i båda staterna avskaffades och att ett republikanskt statsskick infördes. I Tyskland ledde det till att von i princip blev som vilken del av ett namn som helst. von är där juridiskt inte längre att betrakta som en adelsförled. I Österrike däremot avskaffades inte bara adelns privilegier utan även deras titelnamn och sålunda blev till exempel Friedrich von Hayek bara Friedrich Hayek.
I Sverige är von starkt associerat med adeln och sedan 1901 kan det inte användas i nya namn.